# トリガイ属
トリガイ属（トリガイぞく、鳥貝属、Fulvia）は、 ザルガイ科に属する二枚貝の種族で、比較的前後に対称的でよく膨らんだ薄くて丸い貝殻と強靭な足をもち、温暖な海に棲む。

## 形態
本属の貝殻は、殻長約7cm以下で、前後に比較的対称的な形の薄い貝殻を持つ。他のザルガイ科と比べて放射肋が弱く、貝殻の外面は平坦に近い。腹縁近くの放射線に沿って殻皮が細くならび、腹縁は細かい鋸歯状。
ザルガイ科の特徴として、殻頂に弱い主歯2個、殻頂前後に長い側歯をもつ。強い足が発達し「く」の字形に折り曲げて、よく膨らんだ貝殻の中に収めることができる。足の膝の内部に生殖腺、太腿の部分に腸があり、足のつけねに胃や消化腺がある。二枚貝の特徴として、前後に閉殻筋があり、出水管は後部背面側、入水管は後部腹側にあるが、ザルガイ科の水管は短く、套線の湾入も認められない。水管の先端に多数の触角と眼点をもつ。2枚の弁鰓型の鰓が殻頂内部から後方にかけて横たわる。足のつけねの鰓と前方閉殻筋のあいだに唇弁があり、鰓を通過した食物を口へ運ぶのに役立つ。

## 生態
強い足をつかって砂泥底にすばやく潜り、水管をわずかに砂底に出す。吸入した海水から微生物などをこしとって餌とする。雌雄の別はあるが交尾はせず、外観からは性別はわからない。夏季に放卵・放精して繁殖する。

## 分布
陸奥湾以南、インド-西太平洋にかけての浅海の砂泥底に棲む。

## 種
Fulvia属および近縁の分岐図を下に示す。

この属にふくまれる主な種として、日本では以下の種が知られている。
- エマイボタン Fulvia aperta  (Bruguière, 1789)
- ボタンガイ Fulvia australis   (G.B. Sowerby II, 1834)
- トリガイ Fulvia mutica  (Reeve, 1844)
- チゴトリガイ Fulvia hungerfordi  (G.B. Sowerby III, 1901)
- ムラサキトリガイ Fulvia tenuicostata  (Lamarck, 1819)[8]
- マダラチゴトリガイ Fulvia undatopicta  (Pilsbry, 1904)

## 人との関係
トリガイの足は歯ごたえがあって美味く、寿司ネタになる。江戸時代後期の武蔵石壽による『目八譜』(Mokuhachi-fu)では、トリガイの成貝を「茶碗介」(ちゃわんがい)、若貝を「牡丹介」(ぼたんがい)として図示されている。